# Ярошево-Весь
Ярошево-Весь (пол. Jaroszewo-Wieś) — село в Польщі, у гміні Бельськ Плоцького повіту Мазовецького воєводства.
Населення — 84 особи (2011).
У 1975-1998 роках село належало до Плоцького воєводства.

## Демографія
Демографічна структура станом на 31 березня 2011 року:
|          | Загалом | Допрацездатний вік | Працездатний вік | Постпрацездатний вік |
| -------- | ------- | ------------------ | ---------------- | -------------------- |
| Чоловіки | 43      | 11                 | 23               | 9                    |
| Жінки    | 41      | 8                  | 19               | 14                   |
| Разом    | 84      | 19                 | 42               | 23                   |